# Journal Citation Reports
O Journal Citation Reports (JCR) é uma publicação anual da Clarivate Analytics (anteriormente propriedade intelectual da Thomson Reuters). Foi integrado à Web of Science e é acessado a partir da Web of Science-Core Collections. Ele fornece informações sobre periódicos acadêmicos nas ciências naturais e sociais, incluindo fatores de impacto. O JCR foi publicado originalmente como parte do Science Citation Index. Atualmente, o JCR, como um serviço distinto, é baseado em citações compiladas a partir do Science Citation Index Expanded e do Social Sciences Citation Index.

## Informações básicas do diário
As informações fornecidas para cada periódico incluem:
- as informações bibliográficas básicas do editor, abreviação de título, idioma, ISSN
- as categorias de assunto (existem 171 dessas categorias nas ciências e 54 nas ciências sociais)

## Informações sobre citações
- Dados básicos de citação: 
  - o número de artigos publicados durante esse ano e
  - o número de vezes que os artigos da revista foram citados durante o ano por artigos posteriores em si e em outras revistas,
- tabelas detalhadas mostrando 
  - o número de vezes que os artigos da revista foram citados durante o ano por artigos posteriores em si e em outras revistas,
  - o número de citações feitas a partir de artigos publicados na revista naquele ano e outras revistas individuais específicas durante cada um dos dez anos mais recentes (as 20 revistas mais citadas estão incluídas)
  - o número de vezes que os artigos publicados na revista durante cada um dos 10 anos mais recentes foram citados por periódicos específicos individuais durante o ano (são dados os vinte periódicos com o maior número de citações)
- e várias medidas derivadas desses dados para um determinado periódico: seu fator de impacto, índice de imediatismo, etc.

Existem edições separadas para as ciências e as ciências sociais; a edição científica de 2013 inclui 8.411 revistas e a edição de ciências sociais de 2012 contém 3.016 títulos. A edição de cada ano é publicada no ano seguinte, após a publicação das citações e as informações processadas.
A publicação está disponível online (JCR na Web) ou em formato CD (JCR em CD-ROM); foi publicado originalmente em papel, com as tabelas detalhadas sobre microfichas.

## Agenda de liberação
Nos últimos anos, é lançado frequentemente em meados de junho. Por exemplo, o 2017 Journal Citation Reports, com base em dados de 2016, foi lançado em 14 de junho de 2017.